# Анна Воткінс
Анна Роуз Воткінс (англ. Anna Rose Watkins; до шлюбу Бебінґтон, англ. Anna Bebington, 13 лютого 1983) — британська веслувальниця, олімпійська чемпіонка.

## Виступи на Олімпіадах
| Олімпіада   | Дисципліна   | Місце |
| ----------- | ------------ | ----- |
| Пекін 2008  | двійка парна | 3     |
| Лондон 2012 | двійка парна | 1     |